# ديفيد كانليف
ديفيد كانليف (بالإنجليزية: David Cunliffe)‏ هو دبلوماسي وسياسي نيوزلندي، ولد في 30 أبريل 1963 في نيوزيلندا. حزبياً، نشط في حزب العمال النيوزيلندي. وقد انتخب عضو مجلس النواب النيوزيلندي.